# Internationale Dag voor de Uitbanning van Rassendiscriminatie

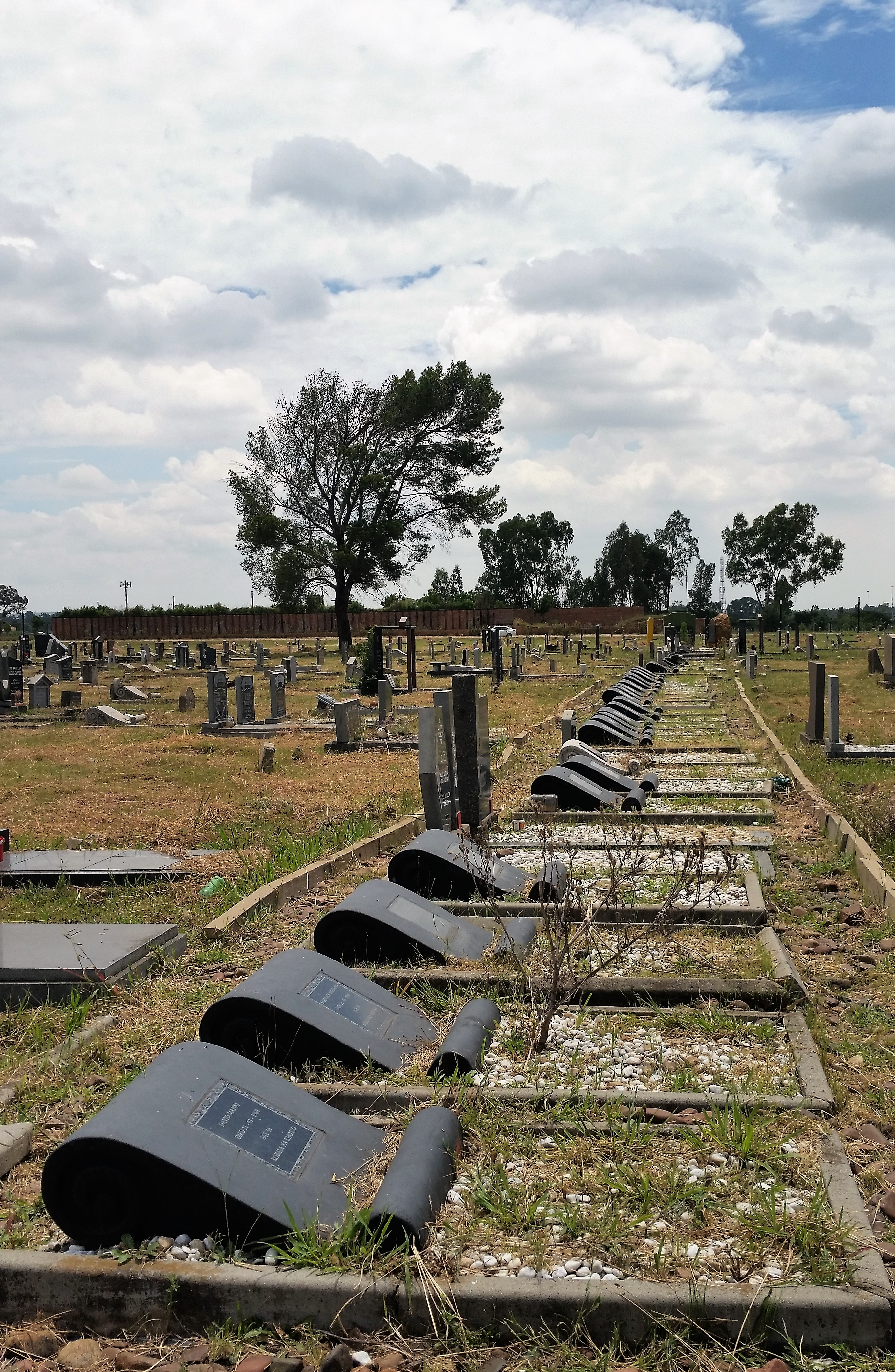
Rij graven van de 69 mensen die door de politie werden gedood tijdens een anti-pasprotest op het politiebureau van Sharpeville op 21 maart 1960, Phelindaba Cemetery, Sharpeville

De Internationale Dag voor de Uitbanning van Rassendiscriminatie (Engels: International Day for the Elimination of Racial Discrimination) wordt jaarlijks in acht genomen op 21 maart. Op die dag in 1960 doodde de politie 69 burgers in het Bloedbad van Sharpeville, tijdens protesten tegen het apartheidsregime in Zuid-Afrika. In 1966 riep de Algemene Vergadering van de Verenigde Naties in een resolutie de internationale gemeenschap op om alle vormen van rassendiscriminatie uit te bannen (resolutie 2142 (XXI). Sinds dat jaar wordt de dag elk jaar onder een thema georganiseerd, om bepaalde aspecten van discriminatie uit te lichten.  
In 2001 werd een VN-programma inzake racismebestrijding opgesteld in het kader van de Durban-conferentie, met een vervolgbijeenkomst in Genève in 2009.